# جیمز الیور کروود

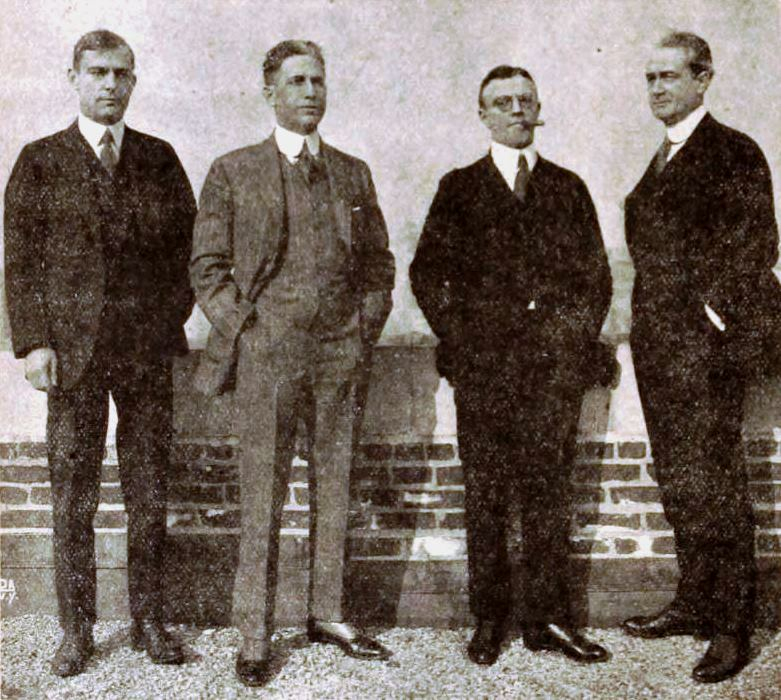
E. B. Johnson, جیمز الیور کروود (نفر دوم از سمت چپ) در سال ۱۹۲۰

جیمز الیور کروود (زاده ۱۲ ژوئن ۱۸۷۸ - درگذشت ۱۳ اگوست ۱۹۲۷) یک نویسنده ماجراجویی و یک هوادار پاسداشت زیست‌بوم بود. کتاب‌های او اغلب بر پایه ماجراجویی‌هایی در مناطق خلیج هادسون، یوکان و آلاسکا شکل گرفته بود و در دهه بیست میلادی در میان ده عنوان پرفروش کتابهای ایالات متحده آمریکا جای گرفته بودند. تاکنون دست کم یکصد و هشتاد فیلم مستقیماً بر پایه کتاب‎های او و یا با الهام از آنها ساخته شده است. او در زمان مرگش بیشترین پرداختی (بر اساس شاخص پرداختی به نسبت واژگان) در جهان را دریافت می‌کرد.
کروود نویسنده‌ای است که بر پایه داستان‌ها و رمان‌هایش نزدیک به ۲۰۰ فیلم ساخته شده است.